# Episodi di Stadtklinik (quarta stagione)
La quarta stagione della serie televisiva Stadtklinik è stata trasmessa in anteprima in Germania dalla RTL tra il 9 marzo 1995 e il 22 giugno 1995.
| nº | Titolo originale    | Titolo italiano | Prima TV Germania | Prima TV Italia |
| -- | ------------------- | --------------- | ----------------- | --------------- |
| 1  | Die Fälschung       | inedito         | 9 marzo 1995      | inedito         |
| 2  | Neue Hoffnung       | inedito         | 16 marzo 1995     | inedito         |
| 3  | Das Ziel            | inedito         | 23 marzo 1995     | inedito         |
| 4  | Der Sprung          | inedito         | 30 marzo 1995     | inedito         |
| 5  | Bund fürs Leben     | inedito         | 6 aprile 1995     | inedito         |
| 6  | Der Abschied        | inedito         | 13 aprile 1995    | inedito         |
| 7  | Die Ärztekammer     | inedito         | 20 aprile 1995    | inedito         |
| 8  | Hochgesteckte Ziele | inedito         | 27 aprile 1995    | inedito         |
| 9  | Die Abtreibung      | inedito         | 4 maggio 1995     | inedito         |
| 10 | Hilferuf            | inedito         | 11 maggio 1995    | inedito         |
| 11 | Die Entdeckung      | inedito         | 18 maggio 1995    | inedito         |
| 12 | Verliebt            | inedito         | 1º giugno 1995    | inedito         |
| 13 | Das Attentat        | inedito         | 8 giugno 1995     | inedito         |
| 14 | Die Abrechnung      | inedito         | 22 giugno 1995    | inedito         |